# Viola hyrcanica
Viola hyrcanica är en violväxtart som beskrevs av V.V. Nikitin. Viola hyrcanica ingår i släktet violer, och familjen violväxter. Inga underarter finns listade i Catalogue of Life.